# اللجان الشعبية الفلسطينية
اللجان الشعبية الفلسطينية هي حركة فلسطينية تأسست عام 1983.

## نظرة عامّة
ظهرت الحركة بشكل رئيسي بين الشباب في مخيم اليرموك للاجئين في مدينة دمشق، سوريا، بعد انشقاقها عن منظمة التحرير الفلسطينية. وكانت اللجان الشعبية الفلسطينية تحظى بدعم حزب العمل الشيوعي السوري. ودعمت الحركة المجموعة المنشقة عن جبهة التحرير الفلسطينية بقيادة عبد الفتاح غانم. حلت المنظمة عام 1985، حيث انطلقت حملة اعتقالات ضد حزب العمل الشيوعي في دولة سوريا.

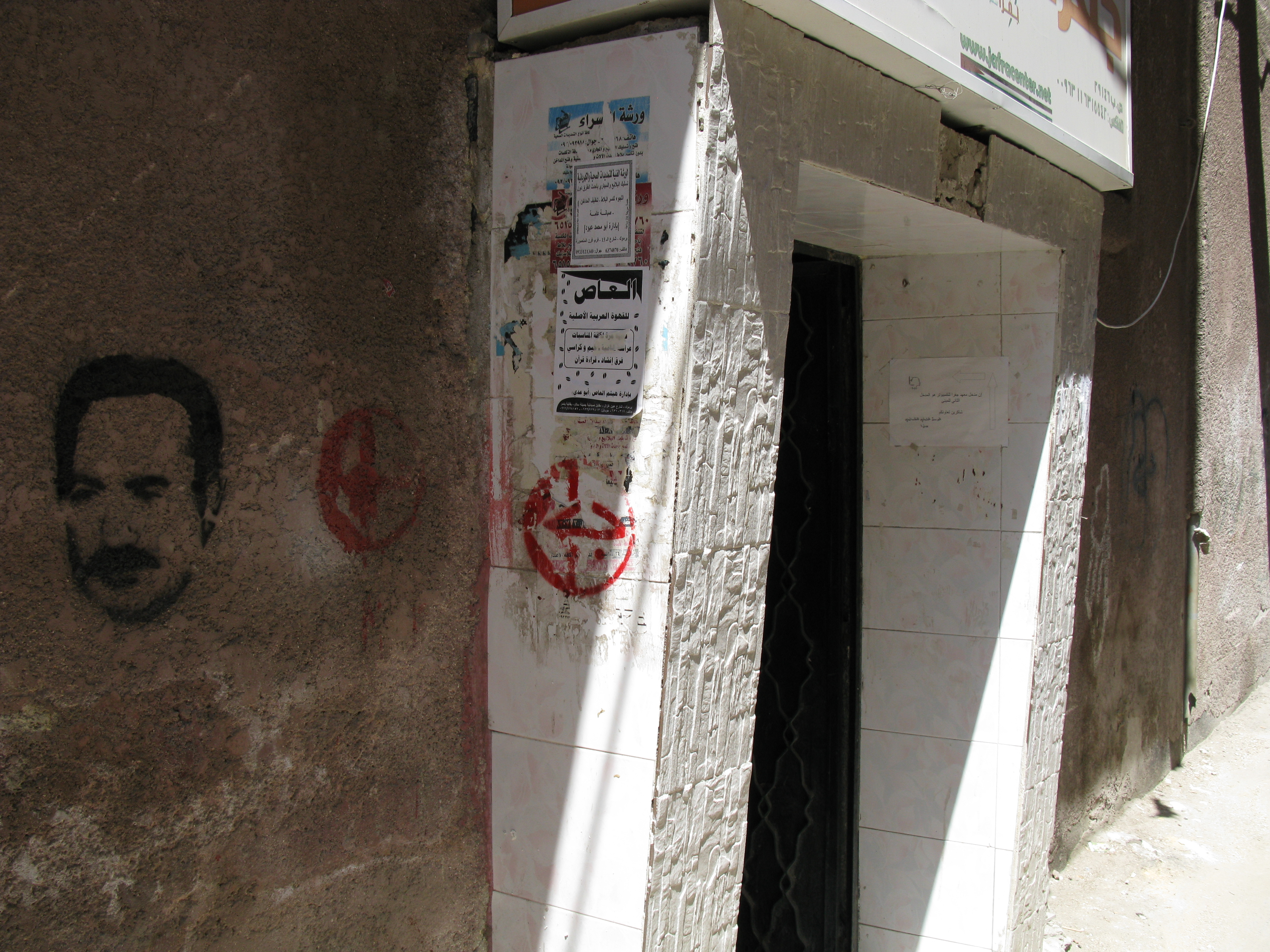
من أزقة مخيم اليرموك للاجئين الفلسطينيين في سوريا.

علم دولة فلسطين

## مهام اللجان الشعبية الفلسطينية
اللجان الشعبية الفلسطينية تقوم بمجموعة من المهام والأنشطة التي تهدف إلى تحقيق أهدافها وتعزيز القضية الفلسطينية. ومن بين المهام الرئيسية التي تقوم بها هذه اللجان:
- التنظيم والتنسيق: تنظم اللجان الشعبية النشاطات والفعاليات الشعبية المختلفة في المجتمعات الفلسطينية المحلية وتنسق بين الفصائل والجماعات الفلسطينية المختلفة لتحقيق التوحيد والتعاون في الجهود الوطنية.

- المظاهرات والاحتجاجات: تنظم اللجان مظاهرات واحتجاجات سلمية ضد الاحتلال الإسرائيلي وسياساته، وتدعو إلى الانتفاضة الشعبية كوسيلة للمقاومة الشعبية.
- الوعي والتوعية: تقوم بجهود توعية وتثقيفية لزيادة الوعي بقضية فلسطين على الصعيدين الوطني والدولي. وتشمل هذه الجهود إقامة ندوات ومحاضرات وورش عمل.
- الدعم الاجتماعي والإنساني: تقدم اللجان المساعدة للفلسطينيين المتضررين من الاحتلال من خلال توفير المساعدات الاجتماعية والإنسانية، والعمل على تقديم الدعم للعائلات المحتاجة.
- مقاومة الاستيطان: تسعى اللجان للحد من الاستيطان الإسرائيلي في الأراضي الفلسطينية المحتلة وتعمل على حماية الأراضي الفلسطينية وممتلكات الفلسطينيين من التهجير والاستيلاء.
- التضامن الدولي: تسعى اللجان إلى بناء علاقات دولية والتعاون مع منظمات حقوق الإنسان والمنظمات الدولية لنشر الوعي بالقضية الفلسطينية والضغط على إسرائيل لاحترام حقوق الإنسان والقانون الدولي.

تتنوع مهام اللجان الشعبية الفلسطينية من منطقة إلى أخرى وتتأثر بالوضع السياسي والاجتماعي والاقتصادي في الأماكن التي تعمل فيها. تلعب هذه اللجان دورًا مهمًا في الصمود والمقاومة الشعبية ضد الاحتلال الإسرائيلي.